# Conospermum hookeri
Conospermum hookeri là một loài thực vật có hoa trong họ Quắn hoa. Loài này được (Meisn.) E.M.Benn. miêu tả khoa học đầu tiên năm 1995.